# Liste der Naturdenkmäler in Schieder-Schwalenberg
Die Liste der Naturdenkmäler in Schieder-Schwalenberg führt die Naturdenkmäler der Stadt Schieder-Schwalenberg auf.

## Außenbereich
| Nr.    | Bezeichnung                                                            | Lage | Beschreibung | Bild |
| ------ | ---------------------------------------------------------------------- | --- | ------------ | ---- |
| 2.3-2  | 2 Eichen in einer Feldkuhle nordwestlich Schieder-Möbel                | Schieder Flur 12, Flurstück 102 tw. (Lage)                                                                                    |              |      |
| 2.3-3  | 1 Linde im Garten des ehemaligen Forstamtes Siekholz                   | Siekholz Flur 2, Flurstück 293 tw. (Lage)                                                                                     |              |      |
| 2.3-4  | 1 Eiche am Fußweg entlang des Schieder-Stausees                        | Schieder Flur 7, Flurstücke 231 tw., 259 tw. (Lage)                                                                           |              |      |
| 2.3-7  | 25 Buchen und Hainbuchen an der B 239 zwischen Wöbbel und Nessenberg   | Wöbbel Flur 3, Flurstück 336 tw. (Lage)                                                                                       |              |      |
| 2.3-8  | 5 Linden, 4 Eichen auf dem Friedhof in Wöbbel                          | Wöbbel Flur 3, Flurstücke 71 tw. und 72 tw. (Lage)                                                                            |              |      |
| 2.3-9  | 4 Linden auf dem Friedhof Brakelsiek                                   | Brakelsiek Flur 6, Flurstück 312 tw. (Lage)                                                                                   |              |      |
| 2.3-10 | 1 Eiche am Waldrand des Weges aus Richtung Sägewerk in Schwalenberg    | Schwalenberg Flur 1, Flurstück 10 tw. (Lage)                                                                                  |              |      |
| 2.3-11 | 1 Eiche in der Nähe des Forsthauses Schwalenberg                       | Schwalenberg Flur 17, Flurstück 23 tw. (Lage)                                                                                 |              |      |
| 2.3-12 | Eichen am Burgberg auf dem nördlichen Hang westlich des Parkplatzes    | Schwalenberg Flur 13, Flurstück 25 tw. (Lage)                                                                                 |              |      |
| 2.3-13 | Eichenallee Alter Postweg von Schwalenberg nach Rischenau              | Schwalenberg Flur 17, Flurstücke 35 tw., 52 tw., Flur 13, Flurstücke 14 tw., 15 tw. (Lage)                                    |              |      |
| 2.3-14 | 1 Linde auf dem sog. Weißenfeld im FBB Schwalenberg                    | Schwalenberg Flur 17, Flurstück 29 tw. (Lage)                                                                                 |              |      |
| 2.3-15 | 1 Eiche (Überhälter) im Salkenbruch                                    | Schwalenberg Flur 17, Flurstück 46 tw.                                                                                        |              |      |
| 2.3-16 | 2 Eichen im Salkenbruch                                                | Schwalenberg Flur 17, Flurstück 46 tw.                                                                                        |              |      |
| 2.3-17 | 5 Schalensteine am Waldweg am Südhang des Bennerberges in Brakelsiek   | Brakelsiek Flur 1, Flurstück 12 tw. (Lage)                                                                                    |              |      |
| 2.3-18 | Hohlweg in Untersiekholz                                               | Siekholz, Flur 2, Flurstücke 60 tw., 61 tw., 43, 42 tw. Schieder, Flur 6, Flurstücke 87 tw., 125 tw., 139 tw., 198 tw. (Lage) |              |      |
| 2.3-19 | Molls Steinbruch östlich des Sehlberges                                | Brakelsiek, Flur 8, Flurstück 4 tw. (Lage)                                                                                    |              |      |
| 2.3-20 | Hohlweg entlang des Wöbbelschen Weges                                  | Brakelsiek, Flur 7, Flurstück 51 tw. (Lage)                                                                                   |              |      |
| 2.3-21 | Geologischer Aufschluss im Bereich Rodenstadt westlich des Adamsberges | Brakelsiek, Flur 8, Flurstücke 28 tw., 35 tw. (Lage)                                                                          |              |      |
| 2.3-22 | Geologischer Aufschluss am Niemensgrund                                | Lothe, Flur 2, Flurstücke 27 tw., 28 tw.; Flur 3, Flurstücke 40 tw., 41 tw., 43 tw. (Lage)                                    |              |      |
| 2.3-23 | Geologischer Aufschluss auf dem sog. Weißenfeld FBB Schwalenberg       | Schwalenberg, Flur 17, Flurstück 29 tw. (Lage)                                                                                |              |      |
| 2.3-24 | Geologischer Aufschluss am Oekerberg im Bereich Kfz-Werkstatt          | Schwalenberg, Flur 15, Flurstücke 26, 27 (Lage)                                                                               |              |      |
| 2.3-25 | Geologischer Aufschluss am Vahrenbusch                                 | Siekholz, Flur 2, Flurstück 1 tw.                                                                                             |              |      |
|        | Linde                                                                  | Schieder, Detmolder Straße (Lage)                                                                                             |              |      |